# DDR3 SDRAM

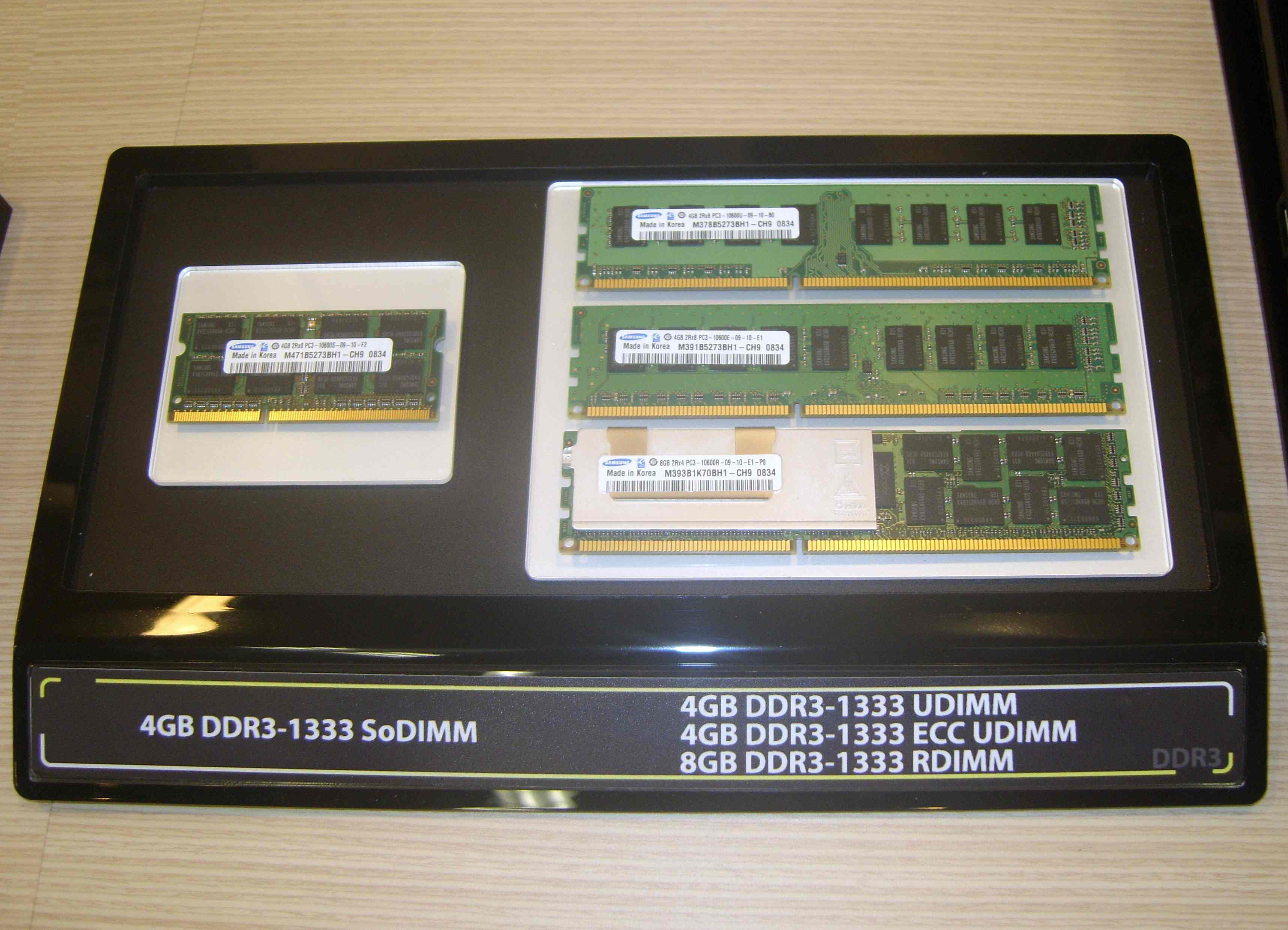
Модули памяти DDR3, представленные Samsung на Intel Developer Forum 2008

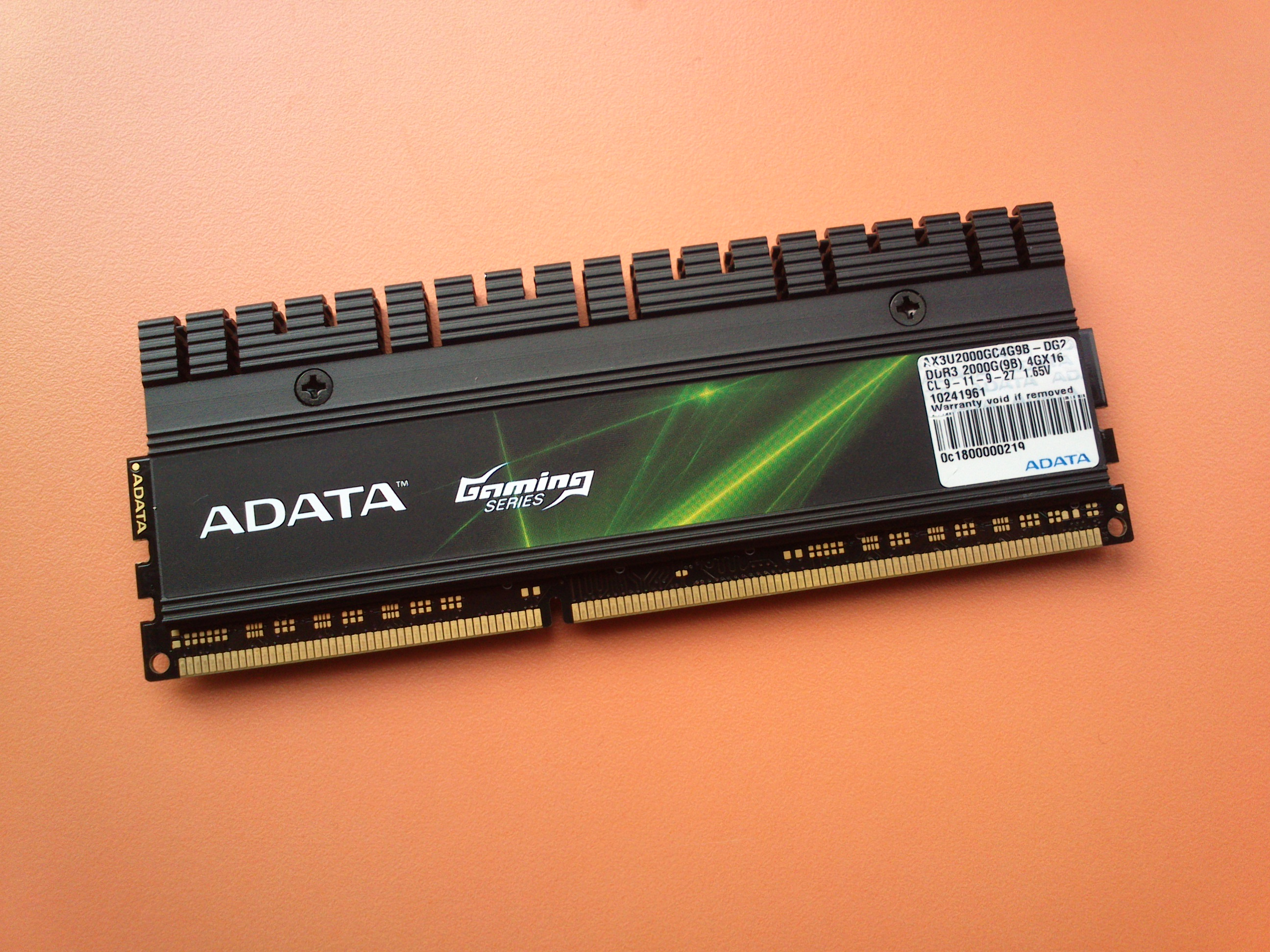
Модуль памяти DDR3

DDR3 SDRAM (англ. double-data-rate three synchronous dynamic random access memory — синхронная динамическая память с произвольным доступом и удвоенной скоростью передачи данных, третье поколение) — тип оперативной памяти, используемой в вычислительной технике в качестве оперативной и видеопамяти.
Пришла на смену памяти типа DDR2 SDRAM, увеличив размер предподкачки с 4 бит до 8 бит.
У DDR3 уменьшено потребление энергии по сравнению с модулями DDR2, что обусловлено пониженным (1,5 В, по сравнению с 1,8 В для DDR2 и 2,5 В для DDR) напряжением питания ячеек памяти. Снижение напряжения питания достигается за счёт использования более тонкого техпроцесса (вначале — 90 нм, в дальнейшем — 65, 50, 40 нм) при производстве микросхем и применения транзисторов с двойным затвором Dual-gate (что способствует снижению токов утечки).
Существует вариант памяти DDR3L (L означает Low Voltage) с ещё более низким напряжением питания, 1,35 В, что меньше традиционного для DDR3 на 10 %. 

Также существует модули памяти DDR3U (U означает Ultra Low Voltage) с напряжением питания 1,25 В, что ещё на 10 % меньше, чем принятое для DDR3L. 

Финальная спецификация на все три разновидности (DDR3, DDR3L, DDR3U) была опубликована на сайте JEDEC в декабре 2010 с дополнениями, касающимися стандартов DDR3U-800, DDR3U-1066, DDR3U-1333, а также DDR3U-1600 (в октябре 2011).
Типичные объёмы обычных модулей памяти DDR3 составляют от 1 ГБ до 16 ГБ.
В виде SO-DIMM обычно реализуются модули ёмкостью до 8 ГБ; с 2013 года выпускаются модули SO-DIMM 16 ГБ, но они редки и имеют ограниченную совместимость.
Сами микросхемы памяти DDR3 производятся исключительно в корпусах типа BGA.

## Совместимость

Сравнение по внешнему виду планок памяти DIMM (для десктопных систем): DDR, DDR2, DDR3 и DDR4

Сравнение по внешнему виду планок памяти SO-DIMM (для мобильных систем и ноутбуков): DDR, DDR2, DDR3

Модули DIMM с памятью DDR3, имеющие 240 контактов, не совместимы с модулями памяти DDR2 ни электрически, ни механически. Ключ расположен в другом месте, поэтому модули DDR3 не могут быть установлены в слоты DDR2, сделано это с целью предотвращения ошибочной установки одних модулей вместо других и их возможного повреждения вследствие несовпадения электрических параметров, а также для невозможности установки родного модуля не той стороной.
В переходный период производители выпускали материнские платы, которые поддерживали установку и модулей DDR2, и DDR3, имея соответствующие разъёмы (слоты) под каждый из двух типов, но одновременная работа модулей разных типов не допускалась.
При использовании процессоров Intel Skylake (шестое поколение) и более новых возможна установка только модулей памяти DDR3L 1,35 В (но не DDR3 1,5 В). При этом такие модули и слоты для них не имеют какой-либо защитной особенности, что создает риск установки несовместимой памяти.

## Спецификации стандартов
| Стандартное название | Частота памяти, МГц | Время цикла, нс | Частота шины, МГц | Эффективная скорость, млн передач/с | Название модуля | Пиковая скорость передачи данных при 64-битной шине данных в одноканальном режиме, МБайт/с |
| -------------------- | ------------------- | --------------- | ----------------- | ----------------------------------- | --------------- | ------------------------------------------------------------------------------------------ |
| DDR3‑800             | 100                 | 10,00           | 400               | 800                                 | PC3‑6400        | 6400                                                                                       |
| DDR3‑1066            | 133                 | 7,50            | 533               | 1066                                | PC3‑8500        | 8533                                                                                       |
| DDR3‑1333            | 166                 | 6,00            | 667               | 1333                                | PC3‑10600       | 10667                                                                                      |
| DDR3‑1600            | 200                 | 5,00            | 800               | 1600                                | PC3‑12800       | 12800                                                                                      |
| DDR3‑1866            | 233                 | 4,29            | 933               | 1866                                | PC3‑14900       | 14933                                                                                      |
| DDR3‑2133            | 266                 | 3,75            | 1066              | 2133                                | PC3‑17000       | 17066                                                                                      |
| DDR3‑2400            | 300                 | 3,33            | 1200              | 2400                                | PC3‑19200       | 19200                                                                                      |

Несмотря на то что стандартом не описывается память со скоростью работы выше DDR3-2400 или отличной от указанной в таблице, следует заметить, что также существуют и нестандартные решения, такие как DDR3-2000 (например, Team Xtreem TXD34096M2000HC9DC-L) или более быстрые DDR3-2666, DDR3-2933 (пропускная способность последних сопоставима с аналогичными модулями DDR4-2666 и DDR4-2933 соответственно).

## Возможности DDR3

### Возможности микросхем DDR3 SDRAM
- Предвыборка 8 слов на каждое обращение (Prefetch buffer)[12][13]
- Функция асинхронного сброса с отдельным контактом
- Поддержка компенсации времени готовности на системном уровне
- Зеркальное расположение контактов, удобное для сборки модулей
- Выполнение CAS Write Latency за такт
- Встроенная терминация данных
- Встроенная калибровка ввода-вывода (мониторинг времени готовности и корректировка уровней)
- Автоматическая калибровка шины данных

### Возможности модулей DIMM DDR3
- Последовательная топология управляющей шины (управление, команды, адреса) с внутримодульной терминацией
- Высокоточные резисторы в цепях калибровки
- Введен более компактный тип модулей VLP для использования в Blade-серверах[14]

Существуют различные типы модулей: DIMM, UDIMM, RDIMM; SODIMM, mini RDIMM, MicroDIMM

## Преимущества и недостатки

### Преимущества по сравнению с DDR2
- Бо́льшая пропускная способность (до 19200 МБайт/с)
- Меньшее энергопотребление.

### Недостатки по сравнению с DDR2
- Более высокая CAS-латентность (компенсируется большей пропускной способностью)

## Производители микросхем памяти
В 2012—2013 годах более 10 % рынка поставок микросхем памяти DDR3 занимали
- Samsung — около 40 %
- Hynix — 24 %
- Elpida Memory[англ.] (в 2013 году выкуплена компанией Micron Technology) — 12 %
- Micron — 12 %

Небольшую долю также имели тайваньские Nanya (Elixir, Nanya Technology Corporation) и Winbond.